# آنت فیبیگ
آنت فایبیگ (به انگلیسی: Anett Fiebig) (زادهٔ ۲ نوامبر ۱۹۶۱) شناگر اهل آلمان است.